# Kajen

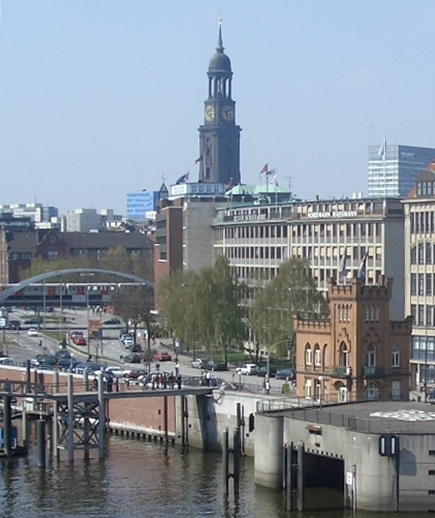
Blick auf die Kajen 2004, im Vordergrund das Nikolaifleetsperrwerk

Kajen waren die im 14. Jahrhundert entstandenen Kaianlagen am Hamburger Binnenhafen, von denen seit etwa 1900 der Name einer Straße in der Hamburger Altstadt zeugt. Die Kajen als Hafenanlagen befanden sich zwischen den Mündungsbereichen des Nikolaifleets und des Alsterfleets; die zugehörigen Straßen Buten-Kajen und Binnen-Kajen verliefen von 1562 bis 1887 zwischen der Hohen Brücke/Deichstraße und dem Rödingsmarkt. Dies entspricht auch der Lage der heutigen etwa 150 Meter langen Straße Kajen.
Mit der Verlagerung des Hamburger Hafens in den Mündungsbereich der Alster im 13. Jahrhundert und dem weiteren Ausbau des Binnenhafens im 14. Jahrhundert wurden die Kajen als Deich mit Schiffsanlegeplatz bei der Hafenausfahrt angelegt. Die Bezeichnung auf damaligen Karten war Lütke Dyk, seit 1465 findet sich die Bezeichnung Kajen mit der Bedeutung von „Uferplatz“ oder „Hafendamm“. Beim Ausbau der Stadtbefestigung 1530 bezog man die Reede in den Bereich der Festungslinie ein, sie lag damit hinter dem Schaartor und dem Stenen Hövede (Steinhöft), einer vom Schaarmarkt nach Süden verlängerten Steinmauer mit Schießscharten. Nach dem erneuten Festungsbau der Hamburger Wallanlagen trug man 1626 den Deich ab und bebaute das Gelände mit Häuserreihen, so dass zwei enge Gassen entstanden, die Buten-Kajen am Wasser und dahinter gelagert die Binnen-Kajen, die auch als Achter de Kajen bezeichnet wurde.
Mit der Anlage der Hafenbecken auf dem Großen Grasbrook ab 1860 und insbesondere mit Errichtung des Freihafens, dem Bau der Speicherstadt und des Zollkanals ab 1883 wandelte der außerhalb der Zollfreigrenze liegende Umschlagplatz seine Bedeutung. Die engen Häuserzeilen wurden 1887 abgebrochen, die gewonnene Fläche in den Hafenrand-Straßenzug einbezogen und die Uferkante zur Hochwasserschutzanlage umgebaut. Nach der letzten Erhöhung im Jahr 2010 liegt die Schutzhöhe zwischen 7,60 Meter und 8,68 Meter über Normalnull.
Der nördliche Rand der Kajen wurde zwischen 1953 und 1955 mit fünf siebengeschossigen Gebäuden, der sogenannten Kontorhausgruppe Kajen des Architekten Otto Paradowski, neu bebaut. Das Ensemble steht seit 1997 unter Denkmalschutz.

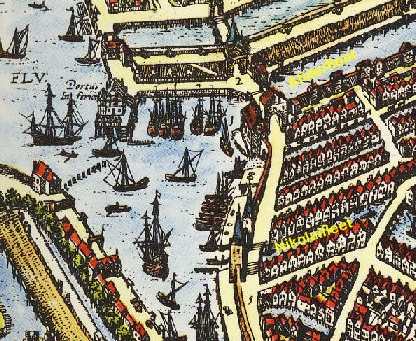
Kajen am Binnenhafen zwischen Alsterfleet und Nikolaifleet, um 1600
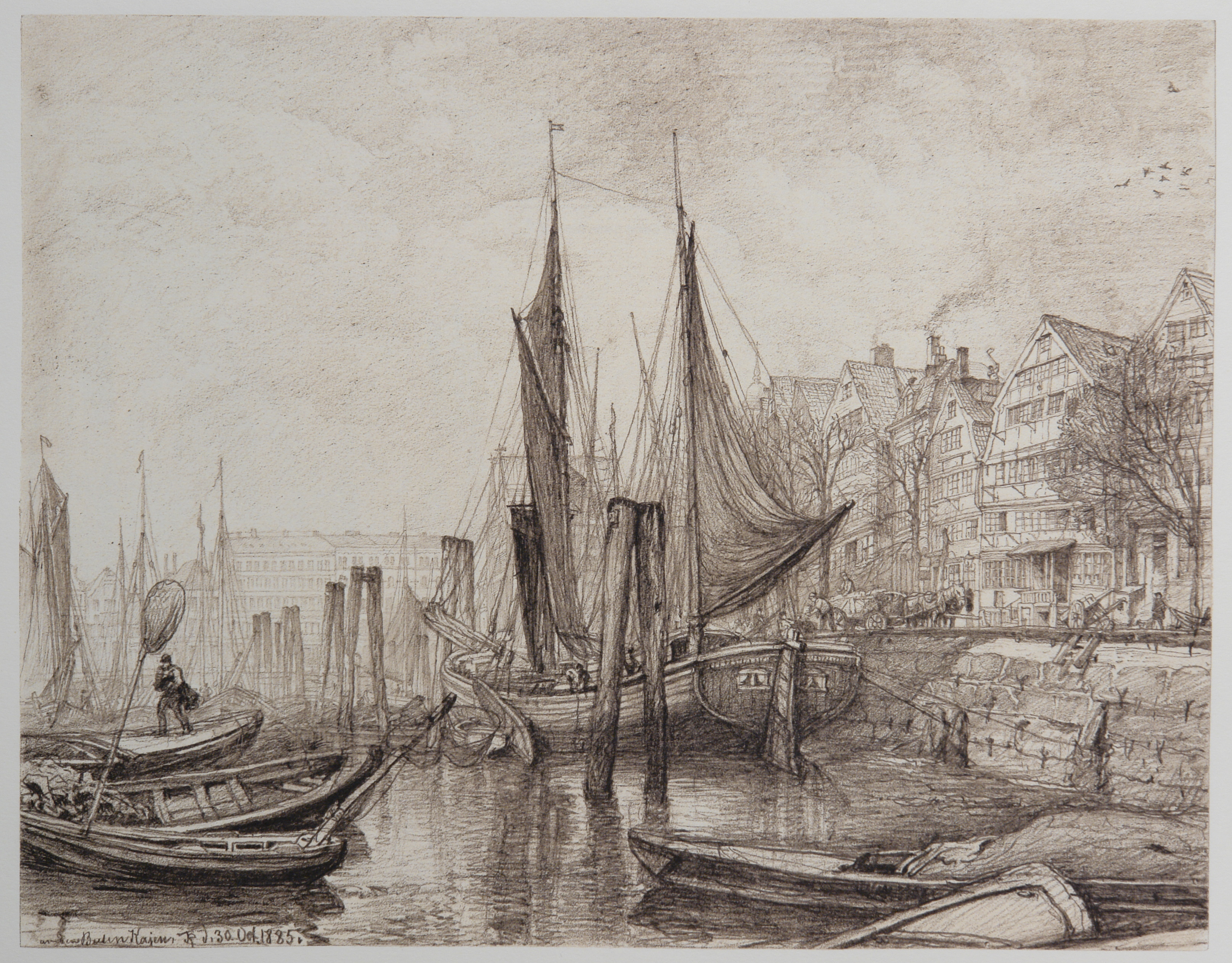
Kajen am Binnenhafen, Zeichnung von 1885
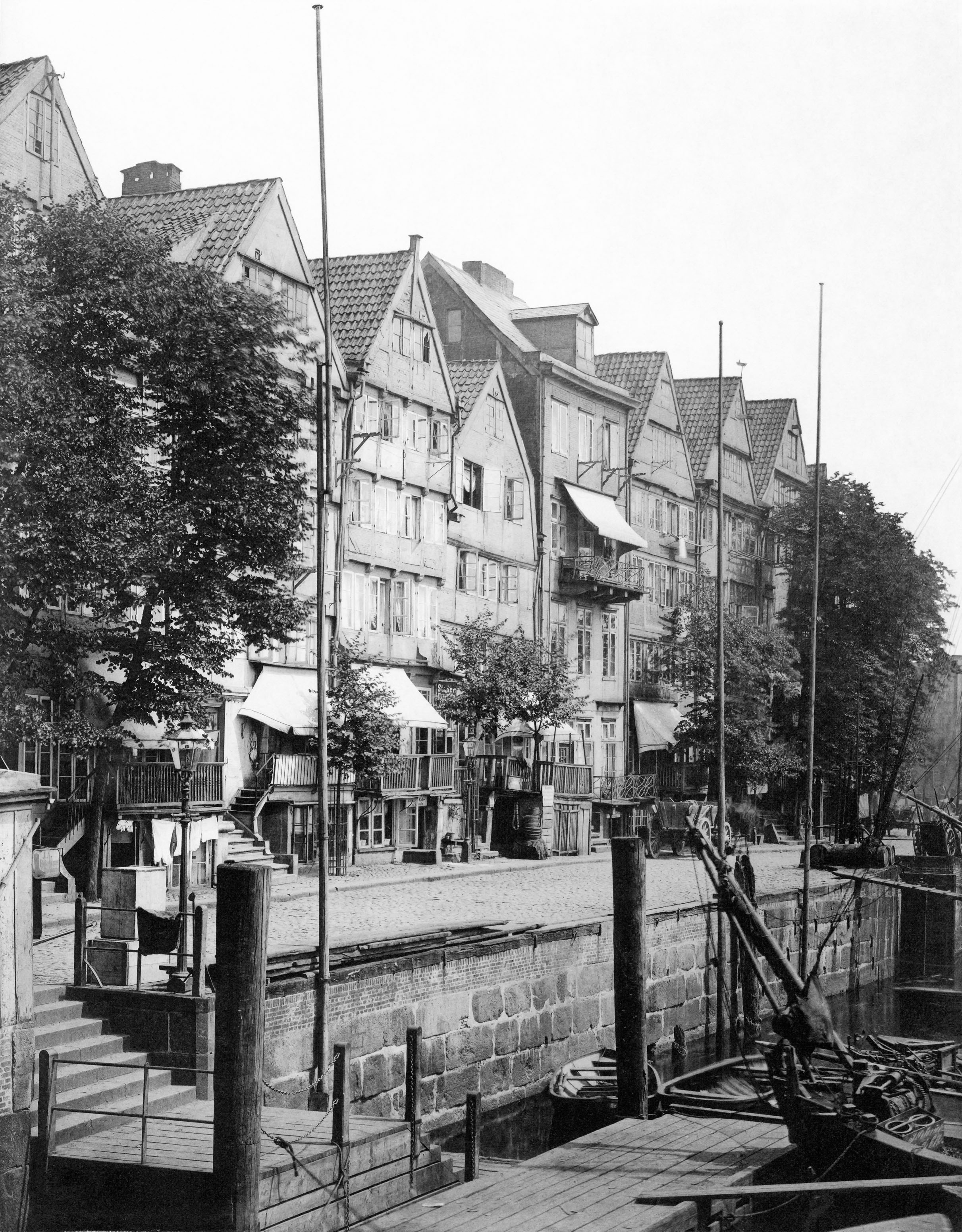
Butenkajen vor dem Abriss 1887
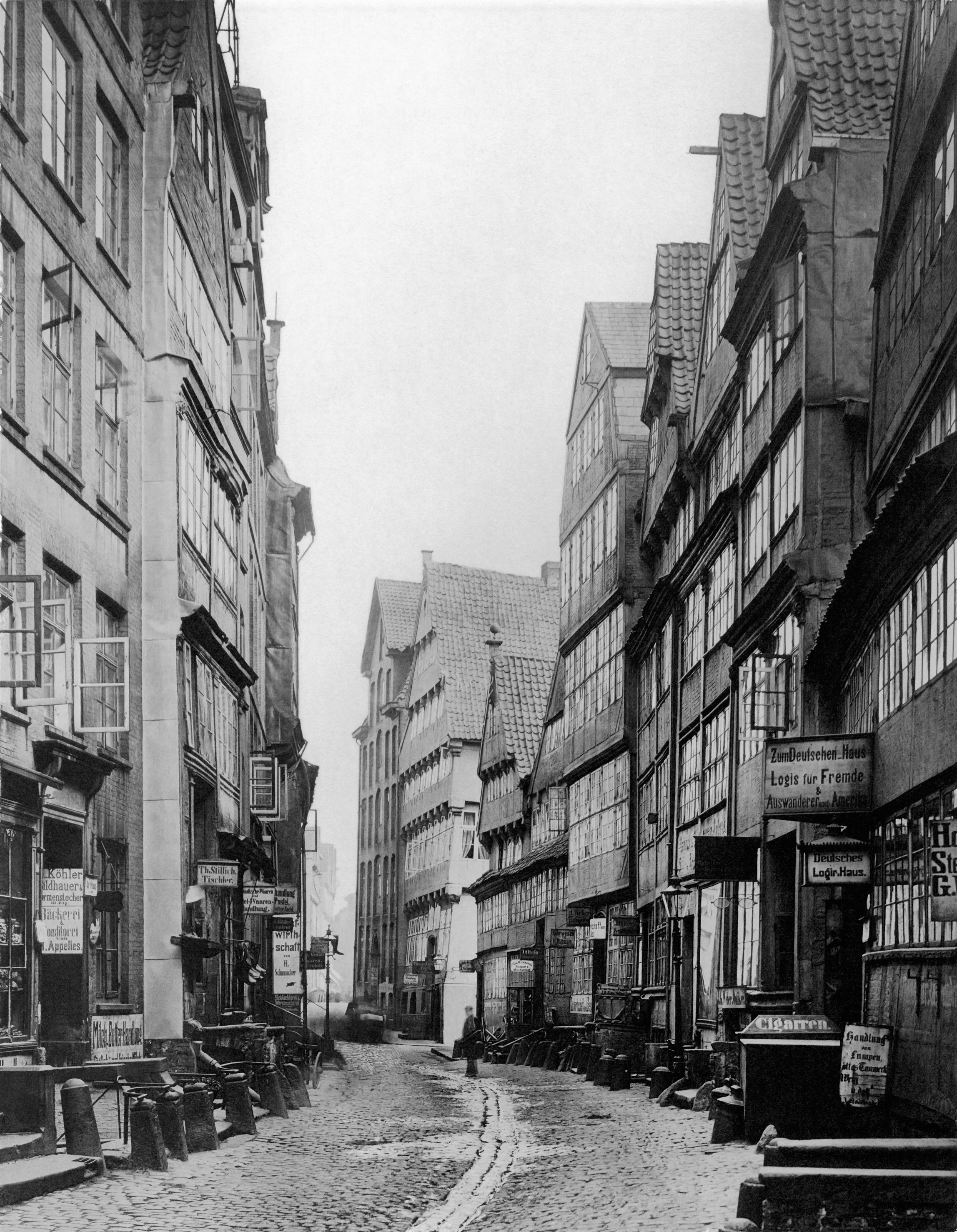
Binnenkajen vor dem Abriss 1887
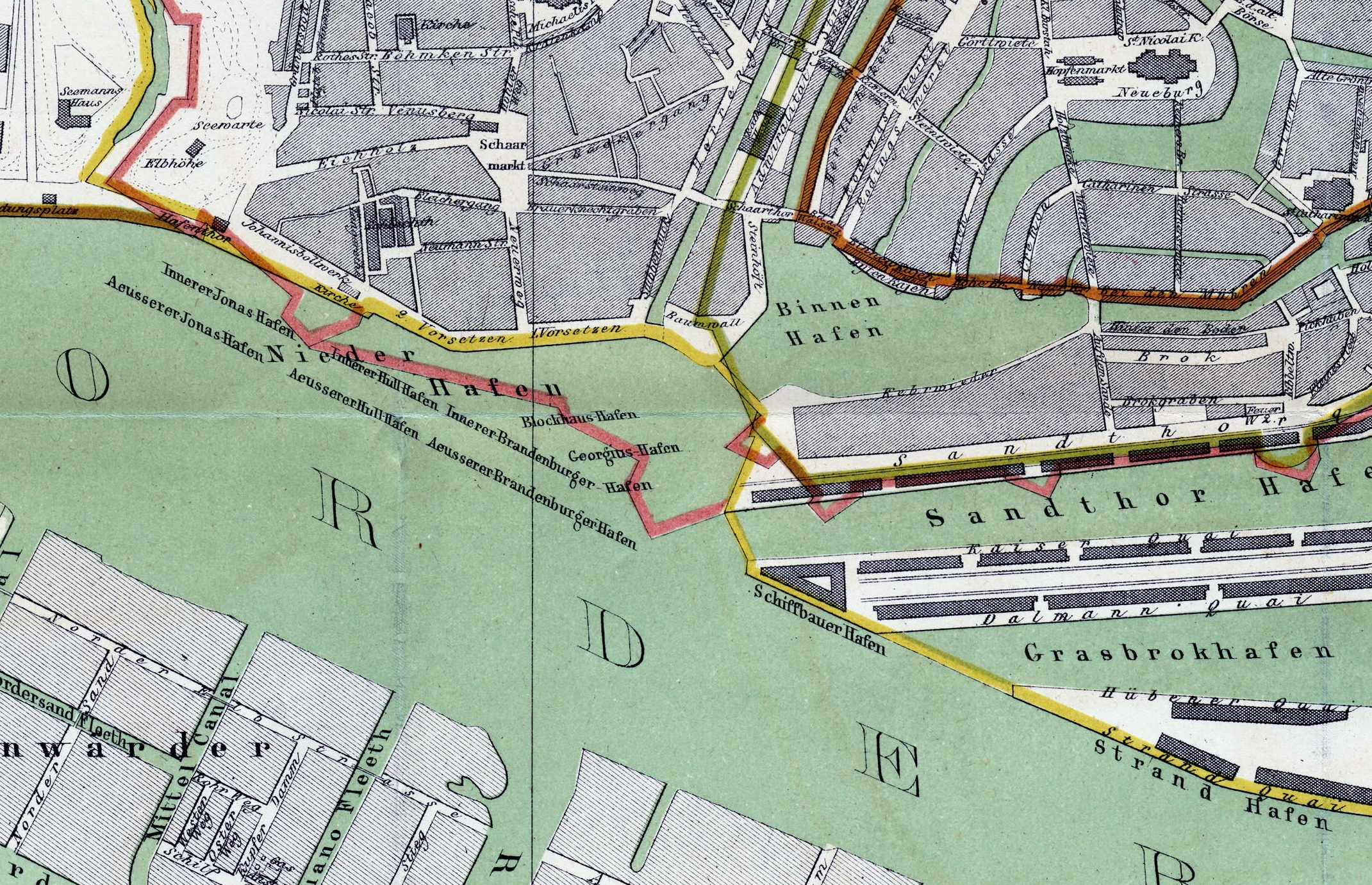
Lage von Binnen- und Buten-Kajen am Binnenhafen, um 1880